# فرانك ن. نيومان
فرانك ن. نيومان (بالإنجليزية: Frank N. Newman)‏ هو مصرفي أمريكي، ولد في 20 أبريل 1942 في كوينسي في الولايات المتحدة.

## وصلات خارجية
- فرانك ن. نيومان على موقع إن إن دي بي (الإنجليزية)